# 福岡六大学野球連盟
福岡六大学野球連盟（ふくおかろくだいがくやきゅうれんめい）とは、福岡県所在の6校の大学により構成された大学野球リーグである。全日本大学野球連盟傘下である。

## 沿革
- 1971年　九州地区大学野球連盟の連盟内部組織として創設。九州地区大学野球連盟との間と代表決定戦を開始
- 1991年　全日本大学野球選手権大会の代表枠が九州地区大学野球連盟から独立し単独出場権を獲得
- 1992年　九州歯科大学が脱退。代わって第一経済大学が九州地区大学野球連盟から移籍・加盟。九州歯科大学は後に九州地区大学野球連盟へ移籍。
- 1996年　第45回全日本大学野球選手権大会にて九州共立大学が連盟代表初の準優勝
- 1999年　第30回明治神宮野球大会にて九州共立大学が連盟代表初の優勝
- 2005年　第36回明治神宮野球大会にて九州産業大学が連盟代表として大会2度目の優勝

## 運営方法

### 構成
固定した6校

### 対戦方法
春秋でそれぞれリーグ戦を行なう。

#### 春季
2戦先勝方式の総当たりによる勝ち点制。（引き分けは再試合）優勝校は全日本大学野球選手権大会出場権獲得。

#### 秋季
2回戦の総当たりによる勝率制。（引き分けも有効試合）上位3校は全九州大学野球選手権大会に進出し、左記大会に優勝すれば明治神宮野球大会九州地区代表として出場権獲得。

#### 2戦先勝方式
同一の対戦校に対して先に2勝したチームがその対戦において勝利したとして対戦を終了する。（1勝1敗の場合は第3戦を行い決着を付ける。）

### 順位決定方法

#### 勝ち点制
同一対戦校に勝ち越した場合に勝ち点1を獲得し、勝ち点が多い方が上位。勝ち点が同じ場合は全体の勝率比較によって順位を決定。
勝ち点も勝率も同じ場合は、優劣の決定が必要な場合に限り決定戦（プレイオフ）を行なう。
決定戦の成績はリーグ戦の成績に加算しない。

#### 勝率制
当該チームの全勝数を引き分け試合を除いた全試合数で割ったもの。その数値が高いチームを上位とする。

## 試合会場
福岡市及び北九州市周辺の各球場と所属大学所有の球場（グラウンド）の併用で実施されている。
近年は春季リーグ戦の開幕戦に限って九州六大学野球連盟と合同で福岡ドームの開催を行なっている。

## 加盟大学
※大学選手権＝全日本大学野球選手権大会出場回数、神宮大会＝明治神宮大会出場回数。（大学選手権と神宮大会の実績はリーグ発足以前も含む）
| 学校         | 優勝回数 | 最終優勝 | 大学選手権 | 神宮大会 | 最終出場大会      | 備考                                                                      |
| ------------ | -------- | -------- | ---------- | -------- | ----------------- | ------------------------------------------------------------------------- |
| 九州産業大学 | 47       | 2024年春 | 23         | 15       | 2024年 大学選手権 | 明治神宮大会優勝：1回                                                     |
| 九州共立大学 | 45       | 2022年秋 | 17         | 10       | 2022年 神宮大会   | 全日本大学野球選手権準優勝：1回 明治神宮大会優勝：1回                     |
| 福岡工業大学 | 11       | 2013年秋 | 13         | 1        | 2013年 大学選手権 |                                                                           |
| 日本経済大学 | 1        | 2006年春 | 1          | 0        | 2006年 大学選手権 | 旧：第一経済大学、福岡経済大学 1992年秋季より九州地区大学野球連盟から移籍 |
| 福岡教育大学 | 0        | -        | 0          | 0        | -                 |                                                                           |
| 九州工業大学 | 0        | -        | 0          | 0        | -                 |                                                                           |

### かつて参加した大学
- 九州歯科大学（1992年春季欠場後脱退。現在は九州地区大学野球連盟北部九州ブロック所属）

## 歴代優勝校
平成以降の優勝校
- ◇：九州地区との代表決定戦を経て明治神宮野球大会出場権獲得（1993年までは九州六大学と隔年出場）
- ◎：代表決定戦に勝利し明治神宮野球大会出場権獲得

| 開催年 | 春季リーグ優勝 | 秋季リーグ優勝       |
| ------ | -------------- | -------------------- |
| 1989年 | 九州産業大学   | 九州共立大学         |
| 1990年 | 九州共立大学   | 九州産業大学◇        |
| 1991年 | 九州共立大学   | 九州共立大学         |
| 1992年 | 九州産業大学   | 九州共立大学◇        |
| 1993年 | 九州共立大学   | 九州共立大学         |
| 1994年 | 福岡工業大学   | 九州共立大学         |
| 1995年 | 九州共立大学   | 九州共立大学         |
| 1996年 | 九州共立大学   | 九州共立大学         |
| 1997年 | 九州共立大学   | 九州共立大学◎        |
| 1998年 | 九州共立大学   | 九州共立大学◎        |
| 1999年 | 九州産業大学   | 九州共立大学◎        |
| 2000年 | 九州共立大学   | 九州共立大学◎        |
| 2001年 | 福岡工業大学   | 九州共立大学         |
| 2002年 | 九州共立大学   | 九州共立大学         |
| 2003年 | 九州共立大学   | 九州共立大学         |
| 2004年 | 九州共立大学   | 九州産業大学◎        |
| 2005年 | 福岡工業大学   | 九州産業大学◎        |
| 2006年 | 第一経済大学   | 九州産業大学◎        |
| 2007年 | 九州産業大学   | 九州共立大学◎（注1） |
| 2008年 | 九州共立大学   | 九州産業大学         |
| 2009年 | 九州共立大学   | 九州産業大学◎        |
| 2010年 | 九州共立大学   | 九州産業大学◎        |
| 2011年 | 九州共立大学   | 九州共立大学◎        |
| 2012年 | 九州共立大学   | 九州産業大学         |
| 2013年 | 福岡工業大学   | 福岡工業大学         |
| 2014年 | 九州産業大学   | 九州共立大学◎（注2） |
| 2015年 | 九州産業大学   | 九州共立大学         |
| 2016年 | 九州産業大学   | 九州共立大学         |
| 2017年 | 九州産業大学   | 九州共立大学◎        |
| 2018年 | 九州産業大学   | 九州共立大学◎        |
| 2019年 | 九州産業大学   | 九州産業大学◎        |
| 2020年 | 中止           | 九州産業大学◎（注3） |
| 2021年 | 九州産業大学   | 九州産業大学         |
| 2022年 | 九州共立大学   | 九州共立大学         |
| 2023年 | 九州産業大学   | 九州産業大学         |

- （注1）：明治神宮大会に出場したのはリーグ2位の九州産業大学。
- （注2）：明治神宮大会に出場したのはリーグ3位の九州産業大学。
- （注3）：明治神宮大会は中止